# NGC 6502
NGC 6502 је елиптична галаксија у сазвежђу Паун која се налази на NGC листи објеката дубоког неба.
Деклинација објекта је - 65° 24' 35" а ректасцензија 18h 4m 14,0s. Привидна величина (магнитуда) објекта NGC 6502 износи 12,6 а фотографска магнитуда 13,6. NGC 6502 је још познат и под ознакама ESO 103-2, AM 1759-652, PGC 61352.